# Station Pello
Station Pello (Pellon rautatieasema) is een spoorwegstation binnen de Finse gemeente Pello. Het is gelegen aan de Spoorlijn Kemi – Kolari en in Pello. De halte bestaat uit een schuilhokje en een eenvoudig perron zonder overkapping. De spoorlijn kwam hier in 1964 en vervoert meestentijds goederen, soms passagiers. Ter plaatse is een rangeerterrein. Het is dan ook de enige plaats van de spoorlijn waar treinen elkaar kunnen passeren. In de zomer rijdt er soms maar één personentrein per dag (de ene dag heen, de andere dag terug). In de winter stopt er vaker een trein (2 x daags naar noord, 2x daags naar zuid) in verband met het wintersportgebied ten noorden van Kolari. De meeste treinen worden voortbewogen door een of meerdere VR Klasse  Dr16-locomotieven. 